# حافظة ثلج

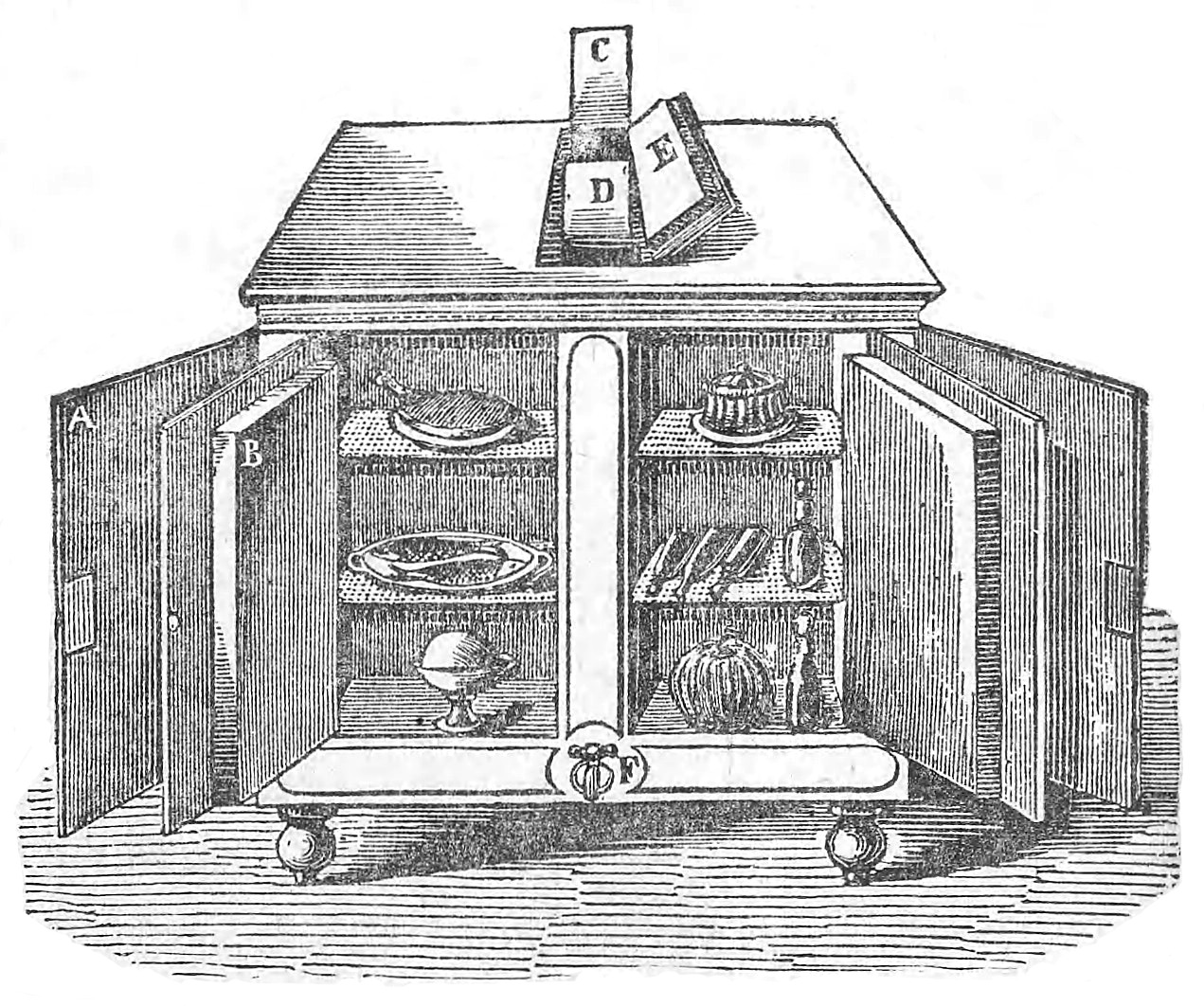
استخدم حافظة الثلج في مقاهي باريس في أواخر القرن التاسع عشر

حافظة الثلج أو صندوق الثلج أو المبردة هي ثلاجة صغيرة ليست مكنية كانت من أجهزة المطبخ الشائعة في أوائل القرن العشرين قبل تطوير أجهزة التبريد التي تعمل بالطاقة بأمان.

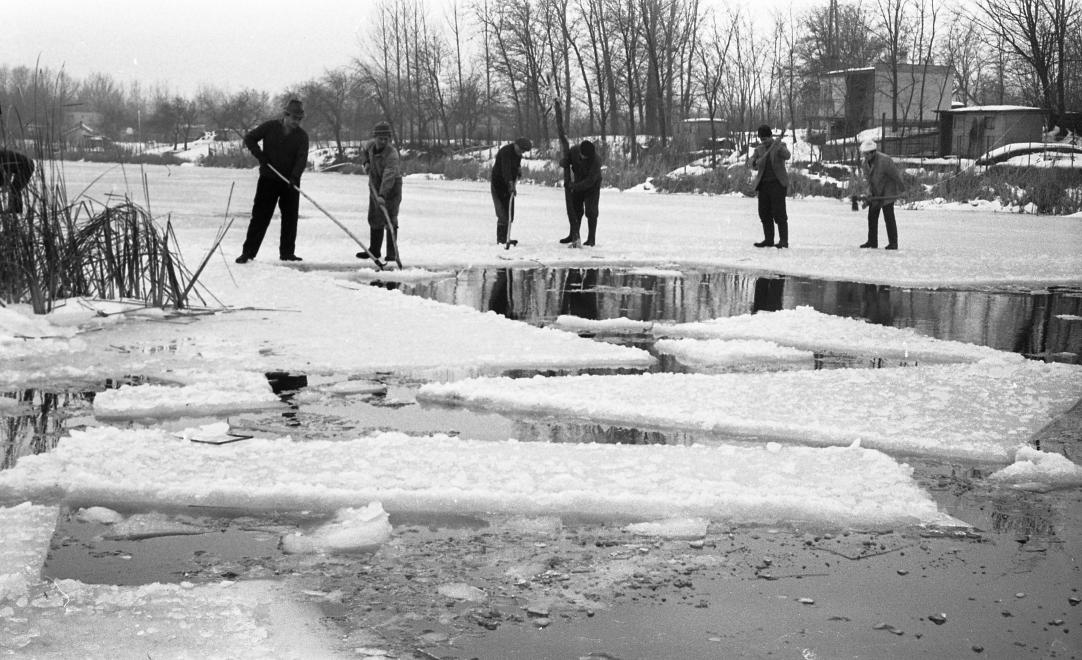
استخراج الجليد عام 1970